# POSIX
POSIX (akronym for The Portable Operating System Interface) er et fælles navn på en række beslægtede standarder defineret af IEEE (The Institute of Electrical and Electronics Engineers) med det formål at sikre kompatibilitet mellem operativsystemer. POSIX
definerer programmingsinterfaces (API), samt interfaces for shells (kommandolinjefortolkere) og hjælpeprogrammer. POSIX for er rettet mod varianter af Unix og andre operativsystemer.

## Historie og navn
POSIX er defineret af The Austin Group, bestående af Open Group, |IEEE, og ISO/IEC. I IEEE kaldes POSIX formelt IEEE 1003. Det internationale standardnavn er ISO/IEC 9945. Standarderne udsprang af et projekt, der blev påbegyndt omkring 1985, som havde det formål at standardisere applikationsprograms-grænsefladen til programmer designet til at køre på varianter af styresystemet UNIX. Navnet POSIX blev foreslået af Richard Stallman som svar på ønsket fra IEEE om et navn, der var til at huske. På engelsk er det næsten et akronym for Portable Operating System Interface, hvor X'et står for API'ets oprindelse i UNIX.

## Standarderne
I cirka 15 dokumenter specificerer POSIX bruger- og programgrænseflader til styresystemet. Som standard er kommando- og skriptskallen Korn-shell. Andre brugerprogrammer, tjenester og værktøjer er awk, echo, ed, samt hundredvis af andre. Krævede programtjeneste er grundlæggende I/O (fil-, terminal- og netværks-) tjenester.
Der medfølger et POSIX-testværktøj kaldet PCTS eller Posix Conformance Test Suite.
Austin Group gør POSIX standarderne frit tilgængeligt på internettet som "Single UNIX Specification"-standarden, som er åben, modtagelig for kommentarer fra alle og frit tilgængelig på internettet.
Til GNU/Linux-systemer har Linux Standard Base flere fælles udvidelser og komplementære de facto-standarder.